# K. D. 오버트

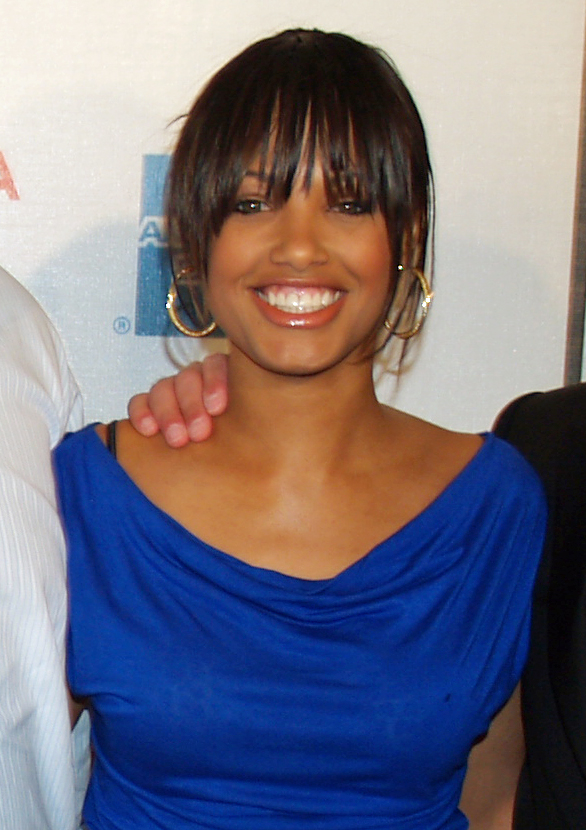

K. D. 오버트(K. D. Aubert, 1978년 12월 6일 ~ )는 미국의 모델, 배우이다.
슈리브포트에서 태어났다.

## 출연 작품
- 랩 댄스 (2014년)
- My Sister's Wedding (2013)
- 비트윈 시스터즈 (2013년) - 아니사 역
- 터닝 포인트 (2012년) - 스테이시 역
- 인 시크니스 앤 인 헬스 (2012년) - 탠지 역
- 사일런트 노 모어 (2012년) - 비비카 역
- 스틸 웨이팅... (2009, Still Waiting...)
- 헬로우, 서퍼 (2008년)
- 더 그랜드 (2007년)
- 인 더 믹스 (2005년) - 체리즈 역
- 프랑켄피쉬 (2004년) - 엘리자 역
- 소울 플레인 (2004년) - 지젤 역
- 호미사이드 (2003년)
- 프라이데이 3 - 프라이데이 애프터 넥스트 (2002년)
- 스콜피온 킹 (2002년)

### 텔레비전
- 뱀파이어 해결사 (2003)